# 霍恩代姆钦
霍恩代姆钦是德国梅克伦堡-前波莫瑞州的一个市镇。总面积24.11平方公里，总人口433人，其中男性223人，女性210人（2011年12月31日），人口密度18人/平方公里。